# 南朝鮮國防警備隊
南朝鮮國防警備隊（韩语：／）是駐朝鮮美國陸軍司令部軍政廳在1946年1月15日組建的一個團級武裝部隊，因為该部队日後改編為大韓民國陸軍，該日也是韓國陸軍創設紀念日。

## 概要
1946年1月，16名少尉從美國陸軍第40步兵師調出，派駐韓國各地，以組織國防警備隊在各地的形成，其中包括一名日裔美國人。
隨著韓國政府在1948年成立，南朝鮮國防警備隊也改組為韓國陸軍，並隨著第一屆國會通過《國軍組織法》，設立了國防部和陸軍本部。

## 裝備
早期南朝鮮國防警備隊使用的武器全部為日本陸軍朝鮮軍遺留在朝鮮半島的二戰殘餘物資，比如三八式步槍、南部手槍等火器。這些武器也是許多滿洲軍、日本軍出身的韓國軍士們所熟悉的。當年6月15日更名以後不久就將三八步槍全部更換為美軍制式的M1步槍。

## 部隊結構
- 南朝鮮國防警備隊總司令部
  - 高級副官室
  - 作戰課
  - 調撥補給課
  - 人事課
    - 軍事英語學校（Military Language School，後改名朝鮮警備士官學校。是韓國陸軍官校的前身。）
    - 第1至第9團

## 各團
| 部隊番號 | 駐地 | 作戰區域 | 備註                                                       |
| -------- | ---- | -------- | ---------------------------------------------------------- |
| 第1團    | 泰嶺 | 京畿道   |                                                            |
| 第2團    | 大田 | 忠清南道 |                                                            |
| 第3團    | 裡里 | 全羅北道 |                                                            |
| 第4團    | 光州 | 全羅南道 | 1948年因為許多軍官同情共產主義運動而遭到防諜隊大規模清洗。 |
| 第5團    | 釜山 | 慶尚南道 |                                                            |
| 第6團    | 大邱 | 慶尚北道 |                                                            |
| 第7團    | 清洲 | 忠清北道 |                                                            |
| 第8團    | 春川 | 江原道   |                                                            |
| 第9團    | 濟州 | 濟州     | 在濟州島血腥鎮壓島民。                                     |

後來又創設了10至15團，分駐江陵、水原、群山、溫陽、麗水和馬山。其中駐麗水的第14團派到濟洲後叛變，濟州戒嚴，軍方實行無差別掃蕩。

## 司令官列表
| 序數 | 姓名            | 任職時日                       | 軍階 | 備註                                                                                             |
| ---- | --------------- | ------------------------------ | ---- | ------------------------------------------------------------------------------------------------ |
| 1    | 約翰·馬歇爾（John. T. Marshall） | 1946年1月15日至1946年2月5日    | 中校 | 警備隊的第一任司令官。                                                                           |
| 2    | 羅素·巴羅斯（Russell D. Barros） | 1946年2月5日至1946年8月15日    | 上校 | 警備隊末任美籍司令官。                                                                           |
| 3    | 李亨根          | 1946年9月28日至1946年12月      | 中校 | 代理司令官，曾經在日本陸軍任砲兵大尉，參與過豫湘桂會戰。                                         |
| 4    | 宋虎聲          | 1946年12月至1948年11月20日     | 中校 |                                                                                                  |
| 5    | 李應俊          | 1948年11月20日至1948年12月15日 |      | 畢業於大韓帝國武官學校，韓日併合後加入日本軍隊，官至陸軍大佐，參加過日軍在俄國的行動和中日戰爭。 |